# Compagnie aérospatiale Kawasaki
La compagnie aérospatiale Kawasaki (川崎重工業航空宇宙カンパニ, Kawasaki Jūkōgyō Kōkūuchū Kanpanii) est la division aérospatiale de l'entreprise japonaise Kawasaki Heavy Industries.

## Histoire
Par sa diversification vers le secteur aéronautique en 1918, Kawasaki devient un des premiers constructeurs aéronautiques japonais après Nakajima, fondé lui en 1917.
En 1927, une compétition démarra entre les entreprises aéronautiques japonaises sous l'impulsion de l'armée impériale afin de produire une nouvelle génération d'avions de combat. Mitsubishi, Kawasaki, Ishikawajima et Nakajima prirent part à cette compétition militaro-industrielle. Au cours des années 1930 et 1940, la firme nippone développa de nombreux types de moteurs et d’avions de guerre.
Au début des années 1930, Kawasaki construisit sous licence des biplans et des moteurs Salmson et développa également un certain nombre de ses propres conceptions. Kawasaki a engagé l'ingénieur et concepteur aérospatial allemand Richard Vogt (de), de 1923 à 1933, afin de développer la formation des ingénieurs japonais. Takeo Doi, futur concepteur en chef de Kawasaki, figurait parmi les élèves de Vogt.
Kawasaki a par la suite obtenu une licence de la part de Dornier pour les constructions d'hydravion à coque entièrement métalliques. Cependant, Kawasaki s'est par la suite spécialisé dans les avions terrestres.
Dans l'après-guerre, elle produisit de nombreux avions sous licence des constructeurs américains pour les forces japonaises d'autodéfense aérienne et les forces marines d'autodéfense maritimes .
En avril 1969, l'ancienne Kawasaki Kokuki KK est dissoute et devient une division de la Kawasaki Heavy Industries. Bien qu'en novembre 1970, Kawasaki ait achevé le premier transport militaire à double turboréacteur à double flux conçu au Japon, le C-1, la société s'est principalement concentrée sur la production sous licence de produits dérivés d'avions de patrouille et d'hélicoptères américains au cours des années 1990.
En 1981, Kawasaki s'associe avec IHI et Mitsubishi Heavy Industries pour former le consortium Japanese Aero Engines Corporation permettant le développement des moteurs d'avions.

## Production aéronautique

### Passée

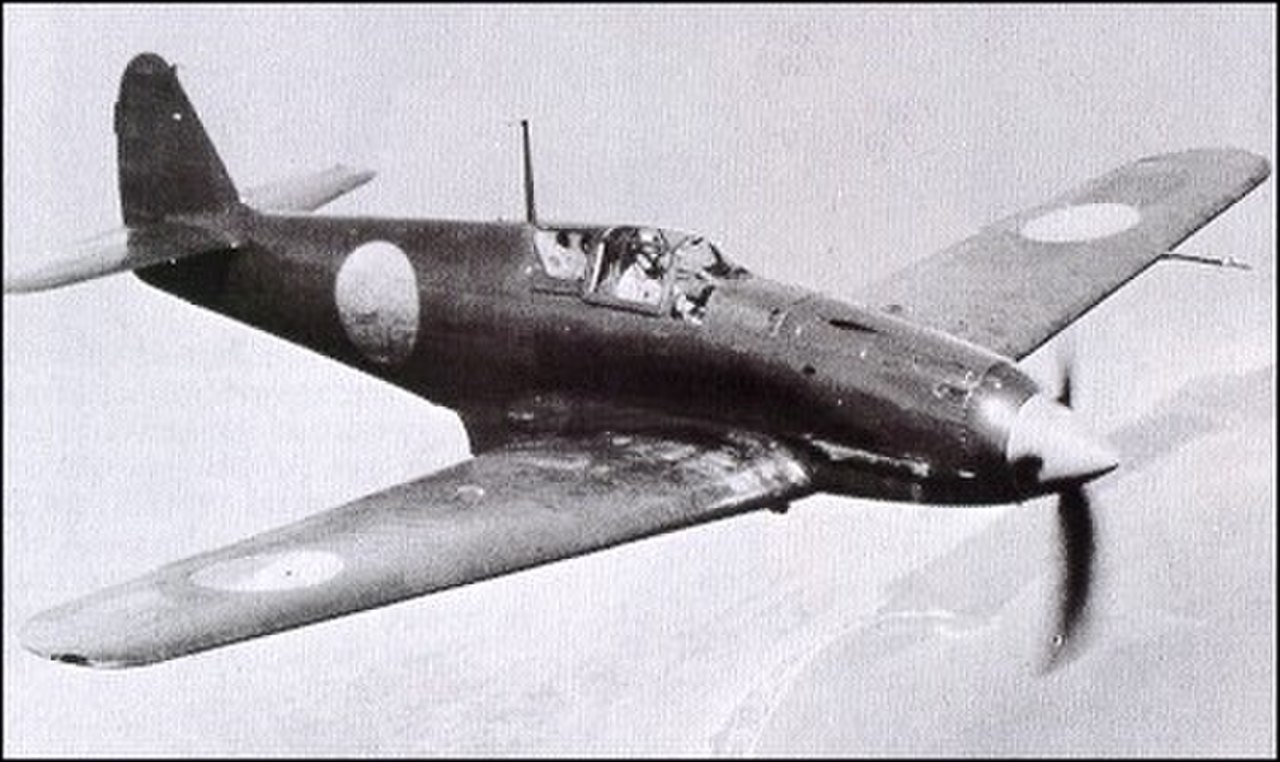
Kawasaki Ki-61.

- Ka 87 (1926)
- Type 88 (1927)
- Type 92 (1930)
- Ki-3 (1933)
- Ki-5 (1934)
- Ki-10 (1935)
- Ki-28 (1936)
- Ki-32 (1937)
- Ki-45 (1939)
- Ki-48 (1939)
- Ki-56 (1940)
- Ki-60 (1941)
- Ki-61 (1941)
- Ki-64 (1943)
- Ki-88
- Ki-96 (1941)
- Ki-100 (1944)
- Ki-102 (1944)
- Ki-147
- Ki-148

### Actuelle

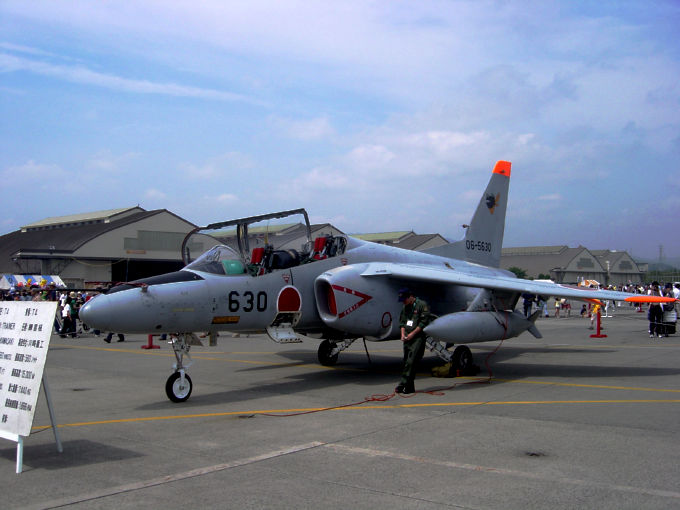
Kawasaki T-4.

- Kawasaki C-1
- Kawasaki C-2
- Kawasaki KAT-1
- Kawasaki KH-4 (hélicoptère)
- Kawasaki OH-1 (hélicoptère)
- OH-6 Cayuse (hélicoptère)
- Kawasaki P-1
- Kawasaki P-2J
- Kawasaki T-4
- Kawasaki YPX
- MBB/Kawasaki BK 117

## Moteurs
- Ha-9 (it) (issue du BMW VI)
- Ha-40 (en)
- Ha-60 (en)
- Ha-140 (en)
- Ha-201 (en)
- Kawasaki 340 (en)
- Kawasaki 440 (en)
- KJ12
- KT5311A (sous licence du Lycoming T53)
- IAE V2500 (en collaboration avec l'International Aero Engines)

## Missiles
- Type 64 MAT
- Type 79 Jyu-MAT
- Type 87 Chu-MAT
- Type 96 Multi-Purpose Missile System
- Type 01 LMAT
- Middle range Multi-Purpose missile